# لونغ فيو (كارولاينا الشمالية)
لونغ فيو (بالإنجليزية: Long View, North Carolina)‏ هي بلدة أمريكية تقع في الولايات المتحدة في كارولاينا الشمالية. يقدر عدد سكانها بـ 4,871 نسمة ومساحتها 10.22 كم2 و وترتفع عن سطح البحر 352 متر.

## التركيبة السكانية
حدّد مكتب تعداد الولايات المتحدة بيانات التركيبة السكانية للونغ فيو في تعداد الولايات المتحدة. في ما يلي، التركيبة السكانية حسب تعدادي 2000 و2010.

### تعداد عام 2000
بلغ عدد سكان لونغ فيو 4,722 نسمة بحسب تعداد عام 2000، وبلغ عدد الأسر 2,028 أسرة وعدد العائلات 1,269 عائلة مقيمة في البلدة. في حين سجلت الكثافة السكانية 454 نسمة لكل كيلومتر مربع (1,175.9/ميل2). وبلغ عدد الوحدات السكنية 2,165 وحدة بمتوسط كثافة قدره 208.2 لكل كيلومتر مربع (539.2/ميل2).
وتوزع التركيب العرقي للبلدة بنسبة 82.08% من البيض و9.06% من الأمريكيين الأفارقة و0.08% من الأمريكيين الأصليين و3.68% من الأمريكيين ذوي الأصول الآسيوية و3.22% من الأعراق الأخرى و1.86% من عرقين مختلطين أو أكثر و7.09% من الهسبانيون أو اللاتينيون من أي عرق.
بلغ عدد الأسر 2,028 أسرة كانت نسبة 28.6% منها لديها أطفال تحت سن الثامنة عشر تعيش معهم، وبلغت نسبة الأزواج القاطنين مع بعضهم البعض 45.5% من أصل المجموع الكلي للأسر، ونسبة 13.1% من الأسر كان لديها معيلات من الإناث دون وجود شريك،  بينما كانت نسبة 4% من الأسر لديها معيلون من الذكور دون وجود شريكة وكانت نسبة 37.4% من غير العائلات. تألفت نسبة 31.7% من أصل جميع الأسر من عدة أفراد يعيشون في نفس المنزل ونسبة 15.2% كانت تتألف من شخص يعيش بمفرده يبلغ من العمر 65 عاماً أو أكثر. وبلغ متوسط حجم الأسرة المعيشية 2.33، أما متوسط حجم العائلات فبلغ 2.89.
بلغ العمر الوسطي للسكان 37.6 عاماً. وكانت نسبة 22.5% من القاطنين تحت سن الثامنة عشر، وكانت نسبة 8.5% بين الثامنة عشر والرابعة والعشرين عاماً، ونسبة 28.5% كانت واقعةً في الفئة العمرية ما بين الخامسة والعشرين والرابعة والأربعين عاماً، ونسبة 22.9% كانت ما بين الخامسة والأربعين والرابعة والستين، ونسبة 17.6% كانت ضمن فئة الخامسة والستين عاماً فما فوق. يوجد لكل 100 أنثى 92.3 ذكر، ويوجد لكل 100 أنثى في الثامنة عشر من عمرها فما فوق 88.3 ذكر.
بلغ متوسط دخل الأسرة في البلدة 33,491 دولارًا، أما متوسط دخل العائلة فبلغ 40,175 دولارًا. وكان متوسط دخل الذكور 28,333 دولارًا مقابل 23,272 دولارًا للإناث. وسجل دخل الفرد الخاص بالبلدة 16,801 دولارًا. وكانت نسبة 11.8% من العائلات ونسبة 15.3% من السكان تحت خط الفقر، وكان من هؤلاء نسبة 25.9% تحت سن الثامنة عشر ونسبة 13.6% في الخامسة والستين من العمر وما فوق.

### تعداد عام 2010
بلغ عدد سكان لونغ فيو 4,871 نسمة بحسب تعداد عام 2010، وبلغ عدد الأسر 2,067 أسرة وعدد العائلات 1,272 عائلة مقيمة في البلدة. في حين سجلت الكثافة السكانية 468.4 نسمة لكل كيلومتر مربع (1,213.2/ميل2). وبلغ عدد الوحدات السكنية 2,315 وحدة بمتوسط كثافة قدره 222.6 لكل كيلومتر مربع (576.5/ميل2).
وتوزع التركيب العرقي للبلدة بنسبة 74.50% من البيض و11.37% من الأمريكيين الأفارقة و0.39% من الأمريكيين الأصليين و4.97% من الأمريكيين ذوي الأصول الآسيوية و0.02% من سكان جزر المحيط الهادئ و5.73% من الأعراق الأخرى و3.02% من عرقين مختلطين أو أكثر و10.57% من الهسبانيون أو اللاتينيون من أي عرق.
بلغ عدد الأسر 2,067 أسرة كانت نسبة 28.8% منها لديها أطفال تحت سن الثامنة عشر تعيش معهم، وبلغت نسبة الأزواج القاطنين مع بعضهم البعض 39.3% من أصل المجموع الكلي للأسر، ونسبة 15.4% من الأسر كان لديها معيلات من الإناث دون وجود شريك،  بينما كانت نسبة 6.8% من الأسر لديها معيلون من الذكور دون وجود شريكة وكانت نسبة 38.5% من غير العائلات. تألفت نسبة 32.1% من أصل جميع الأسر من عدة أفراد يعيشون في نفس المنزل ونسبة 12.9% كانت تتألف من شخص يعيش بمفرده يبلغ من العمر 65 عاماً أو أكثر. وبلغ متوسط حجم الأسرة المعيشية 2.36، أما متوسط حجم العائلات فبلغ 2.95.
بلغ العمر الوسطي للسكان 38.8 عاماً. وكانت نسبة 22.3% من القاطنين تحت سن الثامنة عشر، وكانت نسبة 9.1% بين الثامنة عشر والرابعة والعشرين عاماً، ونسبة 27.3% كانت واقعةً في الفئة العمرية ما بين الخامسة والعشرين والرابعة والأربعين عاماً، ونسبة 25.5% كانت ما بين الخامسة والأربعين والرابعة والستين، ونسبة 15.8% كانت ضمن فئة الخامسة والستين عاماً فما فوق. وتوزع التركيب الجنسي للسكان بنسبة 49.1% ذكور و50.9% إناث.